# 설녀

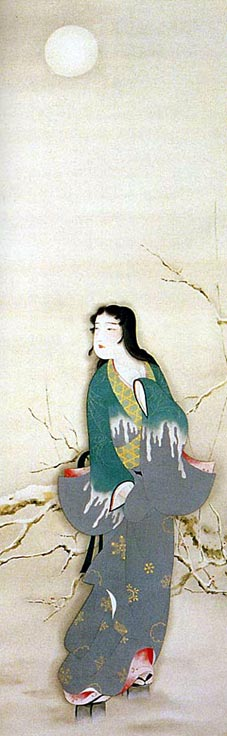
설녀(雪女)

설녀(일본어: 雪女 유키온나[*])는 일본 민간 설화에서 발견되는 눈의 정령 혹은 요괴이다. 일본의 문학, 만화, 애니메이션 등에서 자주 다뤄진다. 설녀는 때때로 산모(일본어: 山姥 Yama-uba[*], 산의 할멈)와 혼동되는데, 이 산모는 설녀와는 다른 존재이다.

## 외모
설녀는 키가 크고, 긴 머리의 아름다운 여인의 모습으로 나온다. 그녀의 피부는 인간이라 할 수 없을 정도로 창백하거나, 심지어 투명하여 눈보라 치는 풍경이 비쳐 보이기도 한다. (Lafcadio Hearn의 《괴담: 신비한 것에 대한 조사 혹은 이야기》에 잘 서술되어 있다.) 그녀는 때때로 하얀 기모노를 입지만, 다른 전설에서는 나체이기 때문에 눈과 대비되어 알아보기가 쉽다고 서술되어 있다. 비정상적인 아름다움에도, 그녀의 눈빛은 공포를 일으킬 수 있다. 그녀는 눈 위를 떠다녀서 발자국을 남기지 않고(몇몇 동화에서는 다리가 없다고 묘사한다.), 위협을 느끼면 안개구름이나 눈으로 변할 수 있다고 한다.

## 습성
설녀는 겨울, 특히 겨울 폭풍의 화신이다. 18세기까지 그녀는 한결같이 악한 존재로 서술되었다. 그러나 오늘날(2020)에는 섬뜩한 본성과 단명하는 아름다움을 강조하여 보다 사람에 가깝게 묘사된 이야기들이 종종 나타난다.
많은 이야기에서, 설녀는 눈보라에 갇힌 여행자들 앞에 나타나서 차가운 숨결로 그들을 얼리거나 마음에 드는 남자를 데려가기도 한다. 다른 전설에서는 그녀는 여행자들이 길을 잃도록 유도하여, 스스로 얼어 죽게 만든다. 다른 때에 그녀는 아이를 데려간다. 설녀는 자기가 한 짓이란 것을 알리려고 분명한 표시를 남기는데, 그 아이를 데려가는 사람은 그 자리에서 얼어붙는다. 특히 잃어버린 아이를 찾으려는 부모가 이러한 방법에 희생된다. 또 다른 이야기에서 설녀는 보다 공격적이다. 그녀는 종종 사람들의 집에 침입하고, 돌풍을 불게 하여 자는 사람들을 죽인다. 몇몇 이야기에서는 그녀가 집으로 초대되기도 한다.
이야기가 전해짐에 따라 설녀는 다양한 모습으로 변하였다. 그녀가 단순히 희생자의 죽음을 보며 만족한다는 이야기가 있는가 하면, 희생자의 피나 생명의 근원을 흡수하는 흡혈귀 같은 모습도 보인다. 경우에 따라 키스나 성교를 통해 의지가 약한 사람들을 유혹하여, 피를 빨거나 얼려 죽이는 서큐버스와 같은 태도를 드러내기도 한다.
눈과 겨울 날씨를 대변하는 설녀는 부드러운 면도 있다. 그녀는 때때로 희생자들을 여러 가지 이유로 돌려보낸다. 유명한 Lafcadio Hearn의 이야기에서 이런 일면을 찾아 볼 수 있다.

### Lafcadio Hearn의 이야기
옛날, 미노키치와 모사쿠라는 2명의 목수가 있었다. 미노키치는 젊고, 모사쿠는 매우 늙었다.
어느 겨울날, 그들은 눈보라가 너무 심해 집으로 돌아갈 수 없었다. 그들은 산 속에서 오두막집을 발견했고, 하루밤 묵어가기로 했다. 그날 밤, 미노키치가 잠에서 깨었을 때, 흰 옷을 입고 있는 예쁜 처녀를 보게 되었다. 그녀는 늙은 모사쿠에게 숨결을 불어 넣었고, 모사쿠는 이미 얼어 죽어 있었다.
그녀는 이번에는 미노키치에게도 숨결을 불어 넣으려고 다가왔다. 그러나 한참동안 미노키치를 바라보고는 이렇게 말했다.
"난 저 늙은이처럼 널 죽이려고 생각했지만, 그렇게 하지 않겠다. 너는 젊고, 아름다우니까. 그러나 넌 절대 이 일에 대해서 아무에게도 말해서는 안된다. 만약 네가 나에 대해서 다른 이들에게 말하면, 난 바로 널 죽이겠다."
여러 해가 지나, 미노키치는 오유키(유키 = 눈)라는 아름다운 젊은 처녀를 만나 결혼했다. 그녀는 좋은 아내였다. 미노키치와 오유키는 아이들을 낳으며, 오랫동안 행복하게 살았다. 신비스럽게도 그녀는 나이를 먹지 않는 것 같았다.
어느날 밤, 아이들이 모두 잠든 후, 미노키치는 오유키에게 말했다.
"난 당신을 볼 때마다, 예전의 신비로웠던 일이 기억이 난다오. 내가 어렸을 때, 나는 당신처럼 아름다운 아가씨를 만난 적이 있소. 아직도 모르겠소, 그게 꿈이었는지, 어쩌면 그녀는 설녀였는지..."
그 말이 끝나자마자, 오유키는 갑자기 일어서더니 말을 꺼냈다.
"네가 만났던 그 여자가 바로 나다! 내가 그 일을 입 밖에 낸다면 죽일 거라고 말했거늘. 그러나 우리 아이들 때문에 널 죽일 수는 없겠구나. 우리 아이들을 잘 보살펴라."
그리곤 그녀는 녹아 사라져버렸다. 이후 아무도 그녀를 다시 보지 못했다.

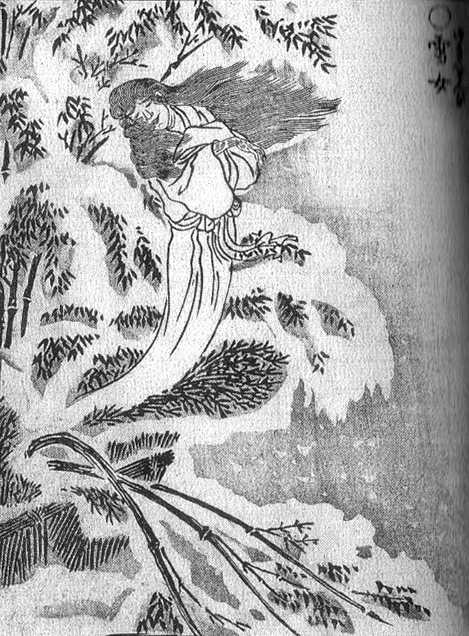
화도 백귀야행의 설녀

## 유명한 작품에서의 설녀
- 동방프로젝트 시리즈 중 하나인 동방 요요몽에 1면 보스로 나오는 레티 화이트락의 종족이 설녀이다.
- 5개의 반지의 전설(Legend of the Five Rings) CCG(수집형 카드 게임, Colectible Card Game)에서 설녀는 여러번 등장한다.
- 2005년 영화 《요괴 전쟁(Yokai Daisenso)》에서 설녀는 잠깐 등장한다.
- 《유유백서》에 등장하는 유키나의 모티브를 하였으며, 정확히는 빙녀.
- 《이누야샤》(애니메이션)에서 설녀는 요괴로 미로쿠를 홀려 집으로 데려간다.
- 《원피스》에 등장하는 눈눈 열매의 능력자 모네.
- 1990년 쿠로사와 아키라가 제작한 영화 《꿈》에서 설녀는 〈눈보라〉 이야기에 나온다.
- 1965년 영화 《괴담(Kwaidan)》에서 설녀는 〈눈의 여인〉 이야기에 나온다.
- 만화/애니메이션 시리즈 《지옥선생 누베》는 유키메라는 걸출한 설녀 캐릭터가 있다. 비록 그녀는 여러 방법으로 많은 설녀의 능력을 봉인하지만, 강신술사 선생의 사랑을 되찾기 위하여 끊임 없이 자신의 본성과 싸운다.
- 영어로 번역된 미소녀 게임 눈 떨어뜨리기(Snow Drop)에서 설녀는 얼리거나 몰래 데리고 나와서 해피엔딩 혹은 배드 엔딩을 결정하게 하는 주요 캐릭터로 나온다.
- 《란마 1/2》 6번째 시리즈에서 눈사태가 났을 때 처음으로 등장하는 10대 소녀는 설녀이다.
- 2008년 일본 애니메이션 로자리오와 뱀파이어에서 "시라유키 미조레"라는 이름을 가진 설녀 캐릭터가 등장한다. 그녀는 애니메이션의 남자 주인공 "아오노 츠쿠네"를 향한 자신의 마음을 주체하지 못해 중증 스토커 기질을 보여준다.
- 2008년부터 소년 점프에서 연재되기 시작한 만화 누라리횬의 손자의 히로인 중 한 명으로 나온다. 평소엔 유키온나(雪女)라고 불리고 있으나 인간으로서의 이름은 "오이카와 츠라라"이다.
- 아카츠카 탄생 80주년 기념으로  만들어진 애니메이션 [오소마츠상]에 나오는 마츠노 토도마츠의 요괴 버전은 설녀이고 공식굿즈에서도 그 모습이 보인다.

## 같이 보기
- 요괴
- 눈의 여왕
- 백희초 (CLAMP의 단편)
- 설인
- 서큐버스